# Танаунела (Олбија-Темпио)
Танаунела је насеље у Италији у округу Сасари, региону Сардинија.
Према процени из 2011. у насељу је живело 798 становника. Насеље се налази на надморској висини од 45 м.